# Pitcairnia virginalis
Pitcairnia virginalis är en gräsväxtart som beskrevs av John F. Utley och Burt-utley. Pitcairnia virginalis ingår i släktet Pitcairnia och familjen Bromeliaceae. Inga underarter finns listade i Catalogue of Life.